# 小花沙参
小花沙参（学名：Adenophora micrantha）是桔梗科沙参属的植物，是中国的特有植物。分布在中国大陆的内蒙古等地，一般生长在山岳，目前尚未由人工引种栽培。